# Братская могила советских воинов (Нефтемайск)
Братская могила советских воинов появилась в Грозном 30 сентября 1949 года. Авторами памятника являются скульптор Иван Твердохлебов и архитектор Яков Беркович.

## История
В Грозном находилось несколько могил советских воинов, погибших в боях Великой Отечественной войны и умерших от ран в госпиталях города. Рядом со школой № 14 были погребены два безымянных воина; на 93-м участке находилась могила лётчика, чьё имя установить не удалось; воин А. С. Дугинец погиб 20 июня 1942 года и был похоронен на братском кладбище; А. С. Салманов скончался в полевом госпитале 755 и был похоронен в районе ст. Заградино; С. М. Захарьян скончался в госпитале 19 апреля 1942 года и был похоронен на Старопромысловском кладбище; Г. М. Огорелый скончался в госпитале 3387 9 августа 1942 года и был похоронен на кладбище Старых Промыслов.
29 июня 1949 года исполкомом Старопромысловского района было принято решение о перезахоронении этих воинов в единой братской могиле в районе городка Нефтемайск. 30 сентября 1949 года было произведено перезахоронение. Открытие братской могилы состоялось 5 ноября того же года. На могилу положена плита из белого мрамора с надписью:
Здесь похоронены воины Советской Армии, погибшие в боях с немецко-фашистскими захватчиками в Великой Отечественной войне 1941—1945 годов на подступах к городу Грозному. Сержант Дугинец А. С. — 1913 г., рядовые: Захарьян С. М. — 1904 г.; Саламов А. С. — 1912 г., Селиванов И. М. — 1919 г., Огорелый Г. М., Слонов — 1921 г., Букарь Ф. П. — 1913 г.
На могиле был установлен памятник работы скульптора И. Г. Твердохлебова. Памятник представлял собой установленную на пьедестале фигуру советского воина в плащ-палатке с автоматом на груди, которая держит каску в левой руке. После реконструкции памятника автомат исчез. Высота фигуры составляет 2,5 м. На лицевой грани пьедестала картуш с надписью:
Вечная слава героям, павшим в боях за свободу и независимость нашей Родины.
Между памятником и надмогильной плитой лежит квадратная чугунная плита, на которой в виде пятиконечной звезды оформлен Вечный огонь. Памятник является объектом культурного наследия регионального значения.